# Grog

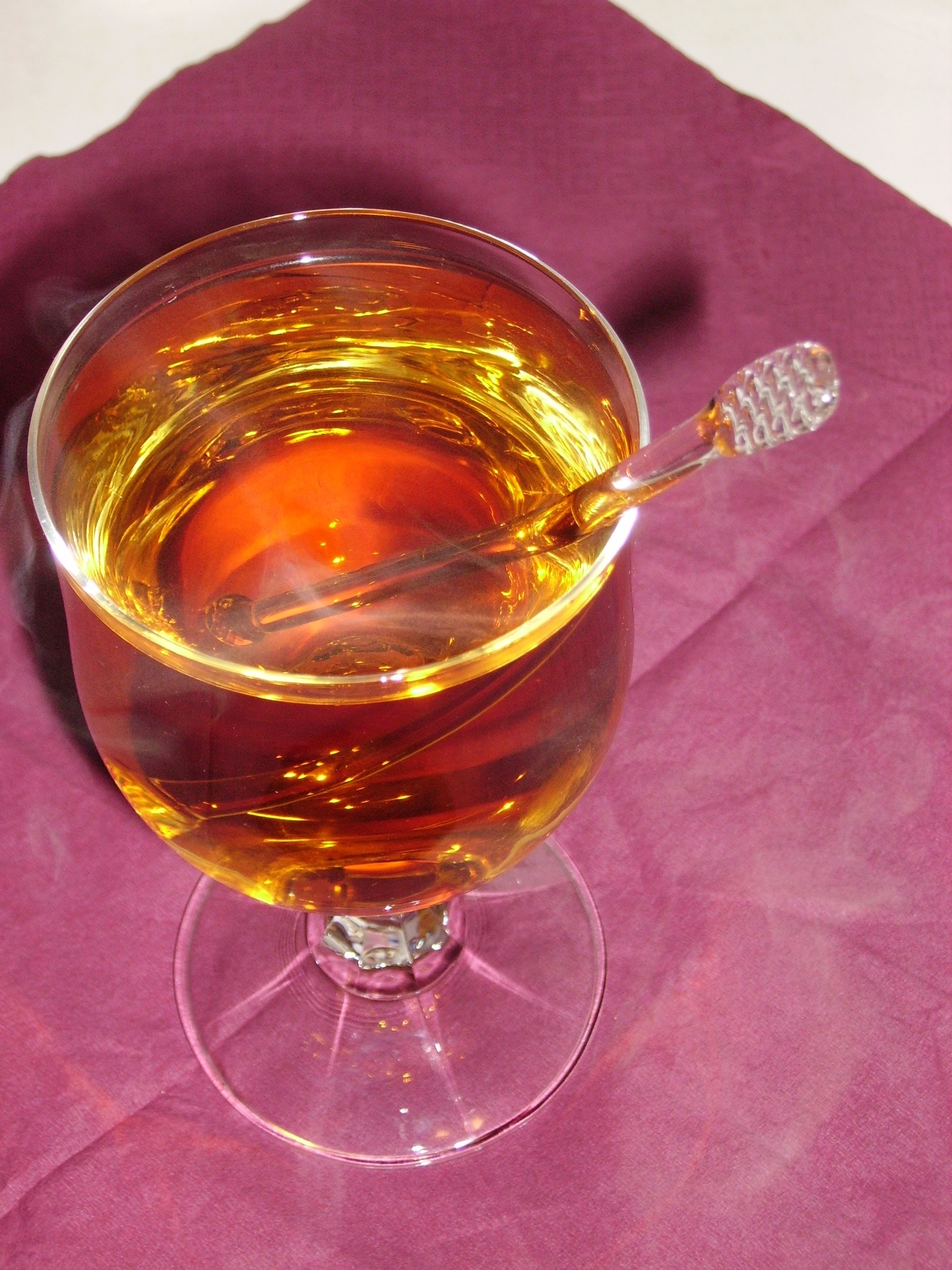
Sklenice s grogem

Grog je horký alkoholický nápoj. Skládá se z rumu a horké vody. Existují i další varianty nápoje, ve kterých se místo rumu používá jiný alkohol, například koňak, griotka či whisky.

## Historie
Od 17. století do roku 1970 se na lodích Royal Navy dával posádce rum jako lodní příděl. Nezřídka byla následkem nedisciplinovanost a opilost. V roce 1740 dal proto anglický viceadmirál Edward Vernon svým námořníkům pít rum zředěný horkou vodou. Později se nápoj ředil i s cukrem a limetkovou šťávou. Vernonova přezdívka byla „Old Grog“, protože nosil často pláštěnku z grogrénu, hrubé látky z hedvábí a vlny. Toto jméno se brzy přeneslo na nápoj. V chladnějším klimatu Velké Británie se pil grog horký. Od začátku 19. století je nápoj známý i v Německu. Pojem „groggy“ označoval původně pocit, kdy člověk vypil příliš grogu. Dodnes se používá na popsání vyčerpaného stavu.
Podle jiné interpretace je slovo grog zkratkou z Grand Rum Of Grenada a bylo vytvořené Angličany po dobytí tohoto karibského ostrova v 18. století. Tato verze se pravděpodobně zakládá na dodatečném pokusu o vysvětlení, podobně jako chybná interpretace zkratky SOS (nesprávně „Save Our Souls“).

## Příprava
Grogový pohár se skleněnou tyčinkou, případně lžičkou, aby se zabránilo prasknutí poháru, se naplní do 2/3 vařící vodou. K tomu 2 až 3 kostky cukru a dolije se cca 4 cl rumu.